# Moise Poggetto
Moise Poggetto (Olten, 24 maggio 1875 – Auschwitz, 6 agosto 1944) è stato un antifascista e partigiano italiano, vittima della Shoah in quanto di origine ebraica, padre della poetessa e staffetta partigiana Ines Poggetto.

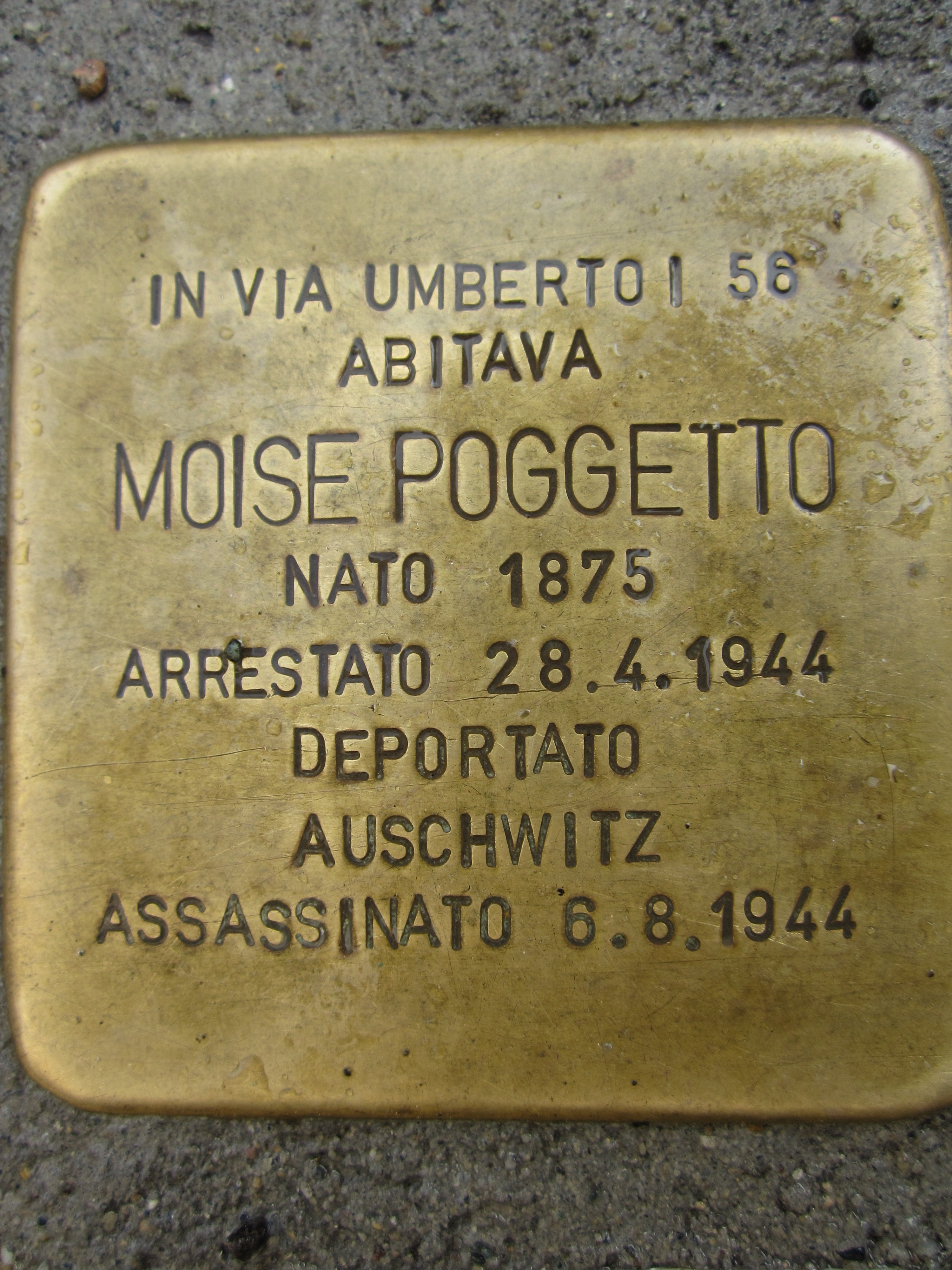
Pietra d'inciampo dedicata a Moise Poggetto

Nel gennaio 2018 è stata posata una pietra d’inciampo a suo ricordo in via Umberto I n. 56 a Lanzo Torinese.

## Biografia

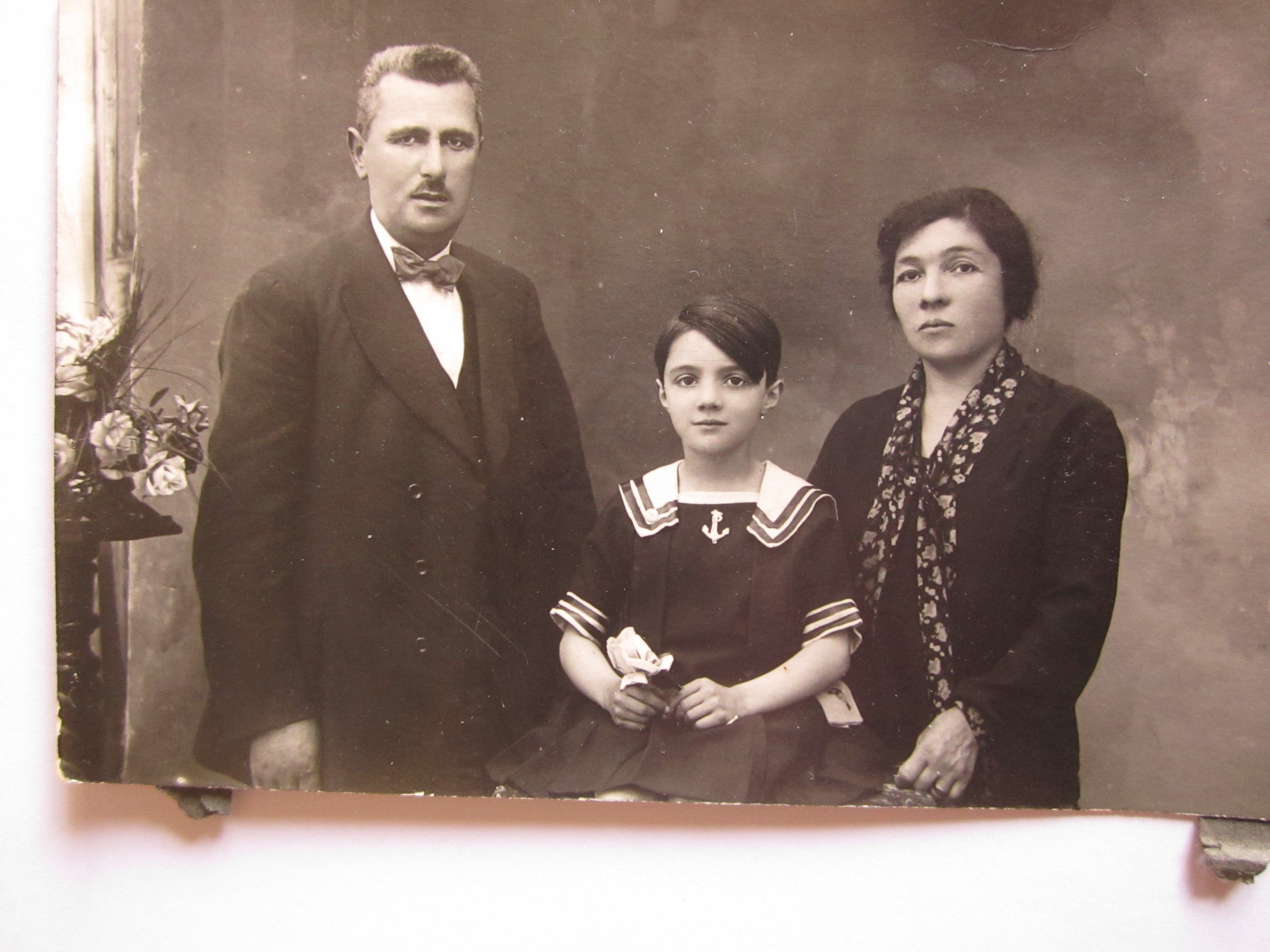
Famiglia Poggetto:Moise con la moglie Natalina e la figlia Ines

Moise Poggetto nasce ad Olten, in Svizzera, figlio di Emilio e Foà Enrichetta Rebecca, i quali hanno altri quattro figli: Isacco, Giacobbe, Raffaele, Abramo. Coniugato con Natalina Margherita Rolando sarta, di famiglia dichiaratamente antifascista di tendenze social comuniste, il matrimonio è solo civile, infatti Natalina è cattolica e Moise ebreo. I due sposi fanno un patto: i figli maschi avrebbero seguito la religione ebraica, al contrario, le figlie avrebbero professato quella cattolica. Hanno due femmine: nel 1913 nasce Angiolina, che muore in tenera età, e nel 1919 Ines. Quest’ultima si definisce “mista”, infatti ufficialmente è di religione cattolica, ma partecipa anche alle cerimonie ebraiche nelle sinagoghe: , 
Nel 1920 Moise si trasferisce con la sua famiglia da Torino, città di nascita di Ines, a Lanzo Torinese, paese di origine dei Rolando, dove esercita la professione di venditore ambulante.
L'alleanza dell'Italia con la Germania nazista e la conseguente promulgazione delle leggi razziali nel 1938 turbano Moise, preoccupato soprattutto per la sorte della figlia.
Nel gennaio del 1939, in seguito al Regio Decreto-Legge n. 1728 del 17 novembre 1938, Moise presenta l’autodenuncia di appartenenza alla razza ebraica: risulta l’unico ebreo residente a Lanzo.
Moise è un ebreo “discriminato”, perché è sposato con una cattolica e ha assolto regolarmente il servizio militare nell’esercito italiano (di leva, durante la campagna in Eritrea, nel 1895-1896, e nella prima guerra mondiale, 1915-1918).
Durante la Seconda Guerra Mondiale, Moise e la sua famiglia risiedono nella casa di suo nipote acquisito Natale Rolando, futuro comandante partigiano “Rolandino”.
Con la caduta del fascismo e il conseguente arresto di Mussolini, nel luglio del 1943, si diffonde un sentimento di speranza tra gli ebrei e quindi anche nella famiglia Poggetto.
Dopo l’8 settembre 1943, la casa di Natale Rolando diventa il centro della Resistenza a Lanzo ed è anche il luogo di nascita della XIX Brigata Garibaldi, guidata da Rolandino e di cui fa parte Moise insieme ai figli di suo fratello Abramo, Scipione, Emilio, Benedetto, assegnati, questi ultimi, a compiti ausiliari.
I carabinieri di Lanzo procedono con gli arresti: il 5 dicembre 1943 vengono arrestati gli ebrei Alfredo Valobra e Franco Sacerdoti. Moise Poggetto è in salvo, in montagna, a Vietti di Coassolo, ma torna a casa alla fine di dicembre perché cagionevole di salute.
Nel gennaio del 1944 l’abitazione in via Umberto I n. 56 viene più volte perquisita dalle SS. Conseguentemente la famiglia di Rolandino si trasferisce nel Canavese e Moise si sposta presso una nipote sfollata da Torino a Lanzo. Ines e sua mamma, che non abbandonano “Ca’ 'd Rolandin”, vengono più volte interrogate a causa della parentela con il comandante partigiano.
Moise, preoccupato per la figlia e la moglie, decide di tornare a casa. Il 28 aprile viene arrestato dalle SS, che, il giorno precedente, avendo visto il suo nome riportato sull’elenco degli abitanti di casa Rolandino, esposto obbligatoriamente sulla porta di casa, hanno dedotto la sua appartenenza alla razza ebraica. Moise viene condotto nelle Scuole Comunali, dove si erano precedentemente installate le forze nazifasciste, e vi rimane quattro giorni. Ha come compagni di prigionia il magistrato Domenico Riccardo Peretti Griva, alcuni partigiani, tra cui Tommasino Michelotti, gli anziani coniugi Norzi. Il 2 maggio viene trasferito alle Carceri Nuove di Torino:} 
(Testimonianza di Teresina Mecca Sala, Archivio privato Ines Poggetto.)
Settimanalmente Ines si reca alle Carceri Nuove per portare a Moise la biancheria e le medicine, ma non ha mai modo di vederlo direttamente. Inoltre, per ottenerne il rilascio, scrive una lettera al Prefetto della Provincia di Torino in cui fa riferimento alle precarie condizioni di salute del padre, il quale è invalido da anni, e alla sua condizione di ebreo discriminato.
Nella notte tra il 24 e il 25 maggio, Moise viene improvvisamente trasferito al campo di Fossoli, da cui scrive una cartolina, datata 1º giugno 1944, in cui chiede l’invio di “incartamenti” che possano documentare l’arianità della moglie e della figlia. In una lettera successiva compare la richiesta di altri documenti (il ceritificato di matrimonio e il congedo militare) allo scopo di dimostrare la posizione di ebreo discriminato.
Dopo aver ottenuto l’autorizzazione necessaria per compiere il viaggio da Lanzo a Fossoli e ritorno, Ines parte e incontra suo padre per l’ultima volta il 17 giugno: “È l’ombra di quel che era, sofferente, consunto. Si preoccupa per noi, per Rolandino”.
Il 1º agosto da Fossoli parte un convoglio di detenuti con destinazione Verona, dove c’è il centro della rete di uffici formativi e operativi aventi lo scopo di organizzare la deportazione degli ebrei italiani. Nella città veneta, il 2 agosto, si forma un trasporto multiplo diviso in vari convogli: Moise si trova sul convoglio n. 14 che viaggia sotto la sigla RSHA e arriva ad Auschwitz il 6 agosto. Sono 212 gli ebrei torinesi internati nel campo nazista, ne sopravvivono 21. Moise non è tra questi: viene ucciso all’arrivo, senza essere immatricolato. Il suo corpo viene cremato e le ceneri disperse nel vento.
La famiglia viene a sapere della morte di Moise nel settembre del 1945 da Natalia Tedeschi e da Roberto Pavia.

## Il ricordo di Moise
A Moise sono dedicate alcune poesie scritte dalla figlia Ines: A Papà, El bietin (A Papà massà a Auschwitz el 7 agost 1944), L’ultim basin, La fila.
Inoltre, a Lanzo Torinese, Moise viene ricordato nel “Memoriale della deportazione” e nella “Lapide ai caduti” situata, quest’ultima, all’ingresso dell’Istituto comprensivo di Lanzo.
Il nome di Moise viene citato nella Sala dei nomi del Museo Monumento al Deportato politico e razziale di Carpi ed è inserito anche nel database dello Yad Vashem.